# Campeonato Mundial de Atletismo de 2015 - 3000 m com obstáculos feminino
A prova dos 3000 metros com obstáculos feminino do Campeonato Mundial de Atletismo de 2015 foi disputada entre 24 e 26 de agosto no Estádio Nacional de Pequim, em Pequim.

## Recordes
Antes desta competição, os recordes mundiais e do campeonato nesta prova eram os seguintes:
| Tipo                  | Atleta                   | Tempo   | Local  | Data                 | Ref |
| --------------------- | ------------------------ | ------- | ------ | -------------------- | --- |
|                       | Gulnara Samitova-Galkina | 8:58.81 | Pequim | 17 de agosto de 2008 | ver |
| Recorde do campeonato | Yekaterina Volkova       | 9:06.57 | Osaka  | 27 de agosto de 2007 | ver |

## Medalhas
| Ouro                 | Prata               | Bronze                      |
| Hyvin Jepkemoi (KEN) | Habiba Ghribi (TUN) | Gesa Felicitas Krause (GER) |

## Cronograma
Todos os horários são locais (UTC+8).
| Data         | Hora  | Evento        |
| ------------ | ----- | ------------- |
| 24 de agosto | 9:45  | Eliminatórias |
| 26 de agosto | 21:00 | Final         |

## Resultados

### Eliminatórias
Qualificação: Os 3 de cada bateria (Q) e os 6 melhores tempos  (q) avançam para a semifinal. 
| Classificação | Bateria | Atleta                | Nacionalidade  | Tempo        | Notas |
| ------------- | ------- | --------------------- | -------------- | ------------ | ----- |
| 1             | 2       | Habiba Ghribi         | Tunísia        | 9:24,38      | Q     |
| 2             | 2       | Gesa Felicitas Krause | Alemanha       | 9:24,92      | Q     |
| 3             | 1       | Hiwot Ayalew          | Etiópia        | 9:25,55      | Q     |
| 4             | 2       | Rosefline Chepngetich | Quênia         | 9:25,91      | Q, PB |
| 5             | 3       | Hyvin Jepkemoi        | Quênia         | 9:26,19      | Q     |
| 6             | 3       | Sofia Assefa          | Etiópia        | 9:26,47      | Q     |
| 7             | 3       | Emma Coburn           | Estados Unidos | 9:27,19      | Q     |
| 8             | 2       | Lalita Babar          | Índia          | 9:27,86      | q, NR |
| 9             | 3       | Fadwa Sidi Madane     | Marrocos       | 9:27,87      | q, PB |
| 10            | 3       | Ruth Jebet            | Bahrein        | 9:27,93      | q     |
| 11            | 2       | Salima El Ouali Alami | Marrocos       | 9:28,18      | q     |
| 12            | 1       | Virginia Nyambura     | Quênia         | 9:28,50      | Q     |
| 13            | 2       | Colleen Quigley       | Estados Unidos | 9:29,09      | q     |
| 14            | 1       | Stephanie Garcia      | Estados Unidos | 9:29,34      | Q     |
| 15            | 2       | Özlem Kaya            | Turquia        | 9:30,23      | q, PB |
| 16            | 1       | Madeline Heiner       | Austrália      | 9:30,79      |       |
| 17            | 3       | Etenesh Diro          | Etiópia        | 9:31,97      |       |
| 18            | 1       | Amina Bettiche        | Argélia        | 9:36,10      | SB    |
| 19            | 1       | Geneviève Lalonde     | Canadá         | 9:36,83      |       |
| 20            | 2       | Mariya Shatalova      | Ucrânia        | 9:36,87      | PB    |
| 21            | 1       | Maruša Mišmaš         | Eslovênia      | 9:37,73      |       |
| 22            | 3       | Genevieve LaCaze      | Austrália      | 9:39,35      |       |
| 23            | 3       | Sandra Eriksson       | Finlândia      | 9:39,64      |       |
| 24            | 2       | Birtukan Fente        | Etiópia        | 9:39,77      |       |
| 25            | 2       | Erin Teschuk          | Canadá         | 9:40,07      | PB    |
| 26            | 2       | Victoria Mitchell     | Austrália      | 9:43,73      |       |
| 27            | 3       | Lucie Sekanová        | Chéquia        | 9:45,72      |       |
| 28            | 2       | Silvia Danekova       | Bulgária       | 9:46,31      |       |
| 29            | 2       | Sara Louise Treacy    | Irlanda        | 9:48,24      |       |
| 30            | 3       | Klara Bodinson        | Suécia         | 9:50,13      |       |
| 31            | 2       | Charlotta Fougberg    | Suécia         | 9:50,79      |       |
| 32            | 1       | Camilla Richardsson   | Finlândia      | 9:53,13      |       |
| 33            | 1       | Michelle Finn         | Irlanda        | 9:55,27      |       |
| 34            | 1       | Muriel Coneo          | Colômbia       | 9:55,53      |       |
| 35            | 3       | Tuğba Güvenç          | Turquia        | 9:58,07      |       |
| 36            | 1       | Lyudmila Lebedeva     | Rússia         | 9:58,65      |       |
| 37            | 1       | Rosa Flanagan         | Nova Zelândia  | 10:00,71     |       |
| 38            | 3       | Natalya Aristarkhova  | Rússia         | 10:02,79     |       |
| 39            | 3       | Kerry O'Flaherty      | Irlanda        | 10:05,10     |       |
| 40            | 3       | Zhang Xinyan          | China          | 10:13,25     |       |
| 41            | 2       | Ekaterina Doseykina   | Rússia         | 10:13,26     |       |
| 42            | 3       | Rolanda Bell          | Panamá         | 10:33,78     |       |
|               | 1       | Sviatlana Kudzelich   | Bielorrússia   | DNF          |       |
|               | 1       | Hanane Ouhaddou       | Marrocos       | DQ R163.3(b) |       |
|               | 1       | Aisha Praught         | Jamaica        | DQ R163.3(b) |       |

### Final
A final ocorreu às 21:00.
| Classificação     | Atleta                | Nacionalidade  | Tempo   | Notas |
| ----------------- | --------------------- | -------------- | ------- | ----- |
| Medalha de ouro   | Hyvin Jepkemoi        | Quênia         | 9:19,11 |       |
| Medalha de prata  | Habiba Ghribi         | Tunísia        | 9:19,24 |       |
| Medalha de bronze | Gesa Felicitas Krause | Alemanha       | 9:19,25 | PB    |
| 4                 | Sofia Assefa          | Etiópia        | 9:20,01 | SB    |
| 5                 | Emma Coburn           | Estados Unidos | 9:21,78 |       |
| 6                 | Hiwot Ayalew          | Etiópia        | 9:24,27 |       |
| 7                 | Virginia Nyambura     | Quênia         | 9:26,21 |       |
| 8                 | Lalita Babar          | Índia          | 9:29,64 |       |
| 9                 | Stephanie Garcia      | Estados Unidos | 9:31,06 |       |
| 10                | Salima El Ouali Alami | Marrocos       | 9:32,15 |       |
| 11                | Ruth Jebet            | Bahrein        | 9:33,41 |       |
| 12                | Colleen Quigley       | Estados Unidos | 9:34,29 |       |
| 13                | Özlem Kaya            | Turquia        | 9:34,66 |       |
| 14                | Fadwa Sidi Madane     | Marrocos       | 9:41,45 |       |
| 15                | Rosefline Chepngetich | Quênia         | 9:46,08 |       |

Legenda
| Recorde mundial       | Recorde mundial (World record)               |                       | Recorde africano                      | Recorde africano (African) |                                           | Q | Classificado por posição (Qualified) |
| Recorde do campeonato | Recorde do campeonato (Championship record)  | Recorde da América    | Recorde da América (Americas)         | q                          | Classificado por melhor tempo (Qualified) |   |                                      |
| Melhor marca do ano   | Melhor marca do ano (World leading)          | Recorde asiático      | Recorde asiático (Asian)              | DNS                        | Não largou (Did not start)                |   |                                      |
| Recorde nacional      | Recorde nacional (National record)           | Recorde europeu       | Recorde europeu (European)            | DNF                        | Não terminou (Did not finish)             |   |                                      |
| Recorde pessoal       | Recorde pessoal do atleta (Personal best)    | Recorde da Oceania    | Recorde da Oceania (Oceania)          | DSQ / DQ                   | Desclassificado (Disqualified)            |   |                                      |
| Recorde da temporada  | Recorde da temporada do atleta (Season best) | Recorde sul-americano | Recorde sul-americano (South America) | NM                         | Sem marca (No mark)                       |   |                                      |